# Концешть (комуна, Димбовіца)
Концешть, Концешті (рум. Conțești) — комуна у повіті Димбовіца в Румунії. До складу комуни входять такі села (дані про населення за 2002 рік):
- Белтень (1665 осіб)
- Ботень (1059 осіб)
- Геменешть (296 осіб)
- Келугерень (209 осіб)
- Концешть (1614 осіб)
- Крингаші (374 особи)
- Мерень (214 осіб)
- Хелештеу (132 особи)

Комуна розташована на відстані 45 км на північний захід від Бухареста, 30 км на південний схід від Тирговіште, 107 км на південь від Брашова.

## Населення
За даними перепису населення 2002 року у комуні проживали 5563 особи.
Національний склад населення комуни:
| Національність | Кількість осіб | Відсоток |
| -------------- | -------------- | -------- |
| румуни         | 4969           | 89,3%    |
| цигани         | 589            | 10,6%    |
| угорці         | 2              | < 0,1%   |
| серби          | 1              | < 0,1%   |

Рідною мовою назвали:
| Мова      | Кількість осіб | Відсоток |
| --------- | -------------- | -------- |
| румунська | 4972           | 89,4%    |
| циганська | 589            | 10,6%    |
| угорська  | 1              | < 0,1%   |
| сербська  | 1              | < 0,1%   |

Склад населення комуни за віросповіданням:
| Релігія                             | Кількість осіб | Відсоток |
| ----------------------------------- | -------------- | -------- |
| православні                         | 5555           | 99,9%    |
| лютерани                            | 4              | 0,1%     |
| мусульмани                          | 2              | < 0,1%   |
| римо-католики                       | 1              | < 0,1%   |
| лютерани (Аугсбурзького сповідання) | 1              | < 0,1%   |

## Зовнішні посилання
- Дані про комуну Концешть на сайті Ghidul Primăriilor [Архівовано 5 грудня 2009 у Wayback Machine.]